# UCI Continental Team
Quella degli UCI Continental Team è una categoria di squadre maschili di ciclismo su strada registrate presso l'Unione Ciclistica Internazionale; rappresenta gerarchicamente la terza divisione del ciclismo mondiale, dopo quella degli UCI WorldTeam e quella degli UCI ProTeam.
Le squadre appartenenti alla categoria possono partecipare, su invito, alle competizioni del calendario UCI ProSeries (gare di classe 1.Pro e 2.Pro) e alle competizioni dei circuiti continentali UCI (gare di classe 1.1, 2.1, 1.2, 2.2), ma non alle gare del calendario UCI World Tour.

## Storia e regolamento
La categoria degli UCI Continental Team è stata introdotta dall'Unione Ciclistica Internazionale nel 2005, nell'ambito di una riforma che ha visto la contestuale creazione delle categorie professionistiche UCI ProTeam (oggi WorldTeam) e UCI Professional Continental Team (oggi ProTeam).
Ai sensi del regolamento internazionale, ciascun UCI Continental Team dev'essere registrato presso la Federazione ciclistica nazionale cui appartiene la maggior parte delle cicliste tesserate per la squadra stessa, al netto di alcune specifiche eccezioni normate. Ciascun team è composto dai ciclisti tesserati, dal rappresentante del team, dagli sponsor e dalle altre figure (manager, direttori sportivi, allenatori) messe sotto contratto per garantire su base permanente e annuale, dal 1º gennaio al 31 dicembre dell'anno di registrazione, il funzionamento del team. I ciclisti sotto contratto devono essere in numero compreso tra 10 e 16; possono essere professionisti o meno, ma devono appartenere necessariamente alla categoria maschile Elite e/o Under-23 (non sono ammessi ciclisti Juniores). Ogni squadra può comunque avere in rosa al più ulteriori quattro atleti specializzati in ciclocross, cross country o specialità endurance del ciclismo su pista, purché nella top 150 mondiale della propria specialità.

## Squadre 2025
| Cod. | Nome ufficiale                       | Continente | Paese               |
| ---- | ------------------------------------ | ---------- | ------------------- |
| ADR  | Adria Mobil                          | Europa     | Slovenia            |
| AVP  | Agadir Vélo Propulsion               | Africa     | Marocco             |
| GSH  | Airtox-Carl Ras                      | Europa     | Danimarca           |
| ADD  | Alpecin-Deceuninck Development Team  | Europa     | Belgio              |
| ACT  | Art Cycling Team                     | Asia       | Kirghizistan        |
| BVD  | Bahrain Victorious Development Team  | Asia       | Bahrein             |
| BCY  | BEAT Cycling Club                    | Europa     | Paesi Bassi         |
| BTC  | Beltrami TSA Tre Colli               | Europa     | Italia              |
| BUB  | Benotti Berthold                     | Europa     | Germania            |
| BPC  | BHS-PL Beton Bornholm                | Europa     | Danimarca           |
| BAI  | Bike Aid                             | Europa     | Germania            |
| BDR  | Bodywrap Men's Cycling Team          | Asia       | Cina                |
| BAC  | Bourg-en-Bresse Ain Cyclisme         | Europa     | Francia             |
| CBW  | CCACHE x BODYWRAP                    | Oceania    | Australia           |
| CDT  | Chengdu DYC Cycling Team             | Asia       | Cina                |
| LAA  | Credibom-LA Alumínios-Marcos Car     | Europa     | Portogallo          |
| DDP  | Development Team Picnic PostNL       | Europa     | Paesi Bassi         |
| EKA  | Elkov-Kasper                         | Europa     | Rep. Ceca           |
| ECT  | EuroCyclingTrips-CCN                 | Oceania    | Guam                |
| FRT  | Factor Racing                        | Europa     | Slovenia            |
| CDF  | Feirense                             | Europa     | Portogallo          |
| FNX  | FNIX-SCOM-Hengxiang Cycling Team     | Asia       | Cina                |
| GEF  | General Store-Essegibi-F.lli Curia   | Europa     | Italia              |
| GSU  | GI Group Holding-Simoldes-UDO        | Europa     | Portogallo          |
| MSS  | Giant Cycling Team                   | Asia       | Cina                |
| GSC  | Gragnano Sporting Club               | Europa     | Italia              |
| GTC  | HKSI Pro Cycling Team                | Asia       | Hong Kong           |
| HAC  | Hrinkow Advarics                     | Europa     | Austria             |
| IBA  | Illes Balears Arabay Cycling         | Europa     | Spagna              |
| ICA  | Israel Premier Tech Academy          | Europa     | Israele             |
| KIN  | Kinan Racing Team                    | Asia       | Giappone            |
| LNS  | Li Ning Star                         | Asia       | Cina                |
| LTF  | Lidl-Trek Future Racing              | America    | Stati Uniti         |
| LOD  | Lotto Development Team               | Europa     | Belgio              |
| LUC  | Lucky Sport Cycling Team             | Europa     | Svezia              |
| MAX  | Manas-Apex                           | Asia       | Kirghizistan        |
| MBH  | MBH Bank Ballan CSB                  | Europa     | Italia              |
| MET  | Metec-Solarwatt p/b Mantel           | Europa     | Paesi Bassi         |
| MGK  | MG.K Vis Costruzioni e Ambiente      | Europa     | Italia              |
| NZP  | MitoQ-NZ Cycling Project             | Oceania    | Nuova Zelanda       |
| MCT  | MYVELO Pro Cycling Team              | Europa     | Germania            |
| OU7  | OU7 Cycling Team                     | Asia       | Uzbekistan          |
| PHV  | Parkhotel Valkenburg                 | Europa     | Paesi Bassi         |
| PGL  | Pogi Team Gusto Ljubljana            | Europa     | Slovenia            |
| PEC  | Project Echelon Racing               | America    | Stati Uniti         |
| RPB  | Rádio Popular-Paredes-Boavista       | Europa     | Portogallo          |
| RBC  | Red Bull-Bora-Hansgrohe Rookies      | Europa     | Germania            |
| ROI  | Roojai Insurance                     | Asia       | Thailandia          |
| RRW  | Run&Race-Wibatech                    | Europa     | Germania            |
| PAD  | S.C. Padovani Polo Cherry Bank       | Europa     | Italia              |
| IPD  | Sam-Vitalcare-Dynatek                | Europa     | Italia              |
| SQD  | Soudal Quick-Step Devo Team          | Europa     | Belgio              |
| STG  | St George Continental Cycling Team   | Oceania    | Australia           |
| AMN  | Team Amani                           | Africa     | Ruanda              |
| TCQ  | Team ColoQuick                       | Europa     | Danimarca           |
| TCR  | Team Coop-Repsol                     | Europa     | Norvegia            |
| TMC  | Team Give Steel-2M Cycling Elite     | Europa     | Danimarca           |
| TND  | Team Novo Nordisk Development        | America    | Stati Uniti         |
| TSL  | Team Skyline                         | America    | Stati Uniti         |
| TSM  | Team Storck-Metropol Cycling         | Europa     | Germania            |
| TER  | Team Technipes #InEmiliaRomagna      | Europa     | Italia              |
| TUS  | Team United Shipping                 | Europa     | Ungheria            |
| TUS  | Team Vino-North Qazaqstan Region     | Asia       | Kazakistan          |
| VLD  | Team Visma-Lease a Bike Development  | Europa     | Paesi Bassi         |
| TSG  | Terengganu Cycling Team              | Asia       | Malaysia            |
| TCC  | Thailand Continental Cycling Team    | Asia       | Thailandia          |
| TIR  | Tirol KTM Cycling Team               | Europa     | Austria             |
| TUU  | Tudor Pro Cycling Team U23           | Europa     | Svizzera            |
| SKC  | Tufo-Pardus Prostějov                | Europa     | Rep. Ceca           |
| UAZ  | UAE Team Emirates Gen-Z              | Asia       | Emirati Arabi Uniti |
| UTC  | U.C. Trevigiani Energiapura Marchiol | Europa     | Italia              |
| URT  | Universe Cycling Team                | Europa     | Paesi Bassi         |
| VCF  | VC Fukuoka                           | Asia       | Giappone            |
| WNR  | Wanty-Nippo-ReUz                     | Europa     | Belgio              |
| IWD  | XDS Astana Development Team          | Asia       | Kazakistan          |